# Bitwa nad rzeką Severn
Bitwa nad rzeką Severn – starcie zbrojne, które miało miejsce w roku 50 naszej ery. 
Po roku 43 n.e. stacjonujący we Wroxeter nad rzeką Severn legion rzymski pod wodzą Ostoriusza Skapuli podbił plemię Ganganów w północno-zachodniej Walii, docierając do Morza Irlandzkiego. Głównym celem wodza rzymskiego było schwytanie przywódcy Brytów Karatakusa, który zbiegł do Walii po klęsce w bitwie nad rzeką Medway. Kiedy w roku 50 n.e. Rzymianie podjęli kolejną kampanię przeciw Brytom w Walii, Karatakus zgromadził 30 tysięcy wojowników z celtyckich plemion Ordowików, Deceanglów, Demetów, Kornowów i Sylurów. Jego wojska zajęły pozycje obronne za rzeką Severn, przecinającą dolinę o tej samej nazwie. Teren za rzeką osłonięty zalesionymi zboczami wzgórz przypominał literę U i uniemożliwiał wchodzącym do doliny ucieczkę na boki. Wojownicy celtyccy zajęli stanowiska w lesie, kryjąc się za umocnionymi pozycjami obronnymi w postaci muru z kamienia. 
22 tysiące Rzymian weszło do doliny, zatrzymując się nad rzeką. W pierwszej linii stanęły wojska pomocnicze, m.in. Batawowie, za nimi pozycję zajęli legioniści, a na skrzydłach jazda rzymska. Kiedy Ostoriusz Skapula nakazał swym siłom przeprawę przez rzekę, Rzymianie i Batawowie z pierwszego rzutu pod silnym ostrzałem przeciwnika zaatakowali jego pozycje. Po dotarciu do ściany skalnej przy wykorzystaniu drabin wdzierali się na górę odpierając ataki Brytów. W walce ranny został dowodzący Batawami Juliusz Cywilis. Równocześnie nastąpił atak głównych sił rzymskich, które tworząc formację „żółwia” podeszły pod mur, rozbierając go stopniowo. Następnie wdzierając się z dwóch stron poza fortyfikacje, żołnierze rzymscy w ciężkiej walce wyparli Brytów, zadając im duże straty.  Łącznie w starciu zginęło tysiące Brytów, do niewoli dostali się też członkowie rodziny Karatakusa. Jemu samemu udało się jednak ponownie zbiec z pola bitwy i schronić się w górach u miejscowych Brygantów, których królowa Kartimandua później wydała go Rzymianom. 